# Skibladner
Lo Skibladner è l'unico battello a vapore che opera in Norvegia, naviga sul lago Mjøsa.

## Descrizione

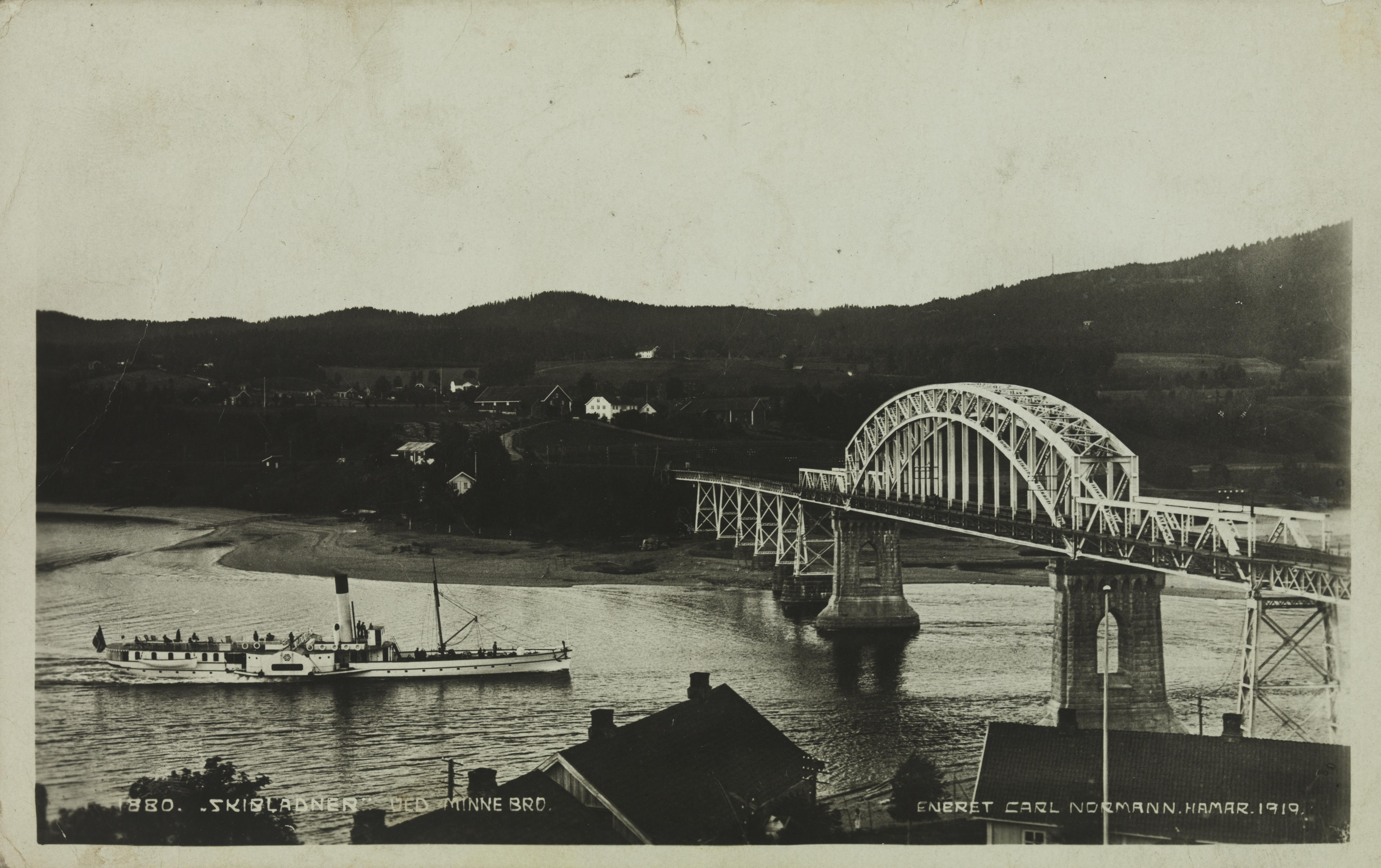
Lo Skibladner sotto il ponte di Minne, Minnesund, Eidsvoll nella contea di Akershus

Lo Skibladner ha un design laterale e il suo viaggio inaugurale è avvenuto il 2 agosto 1856, rendendolo il più antico vaporetto a terra del mondo ancora in servizio orario. Originariamente destinato a consentire il passaggio dalla stazione ferroviaria di Eidsvoll alle città di Hamar, Gjøvik e Lillehammer lungo Mjøsa, continua a gestire lo stesso percorso, ma ora offre visite panoramiche e eventi culturali durante i mesi estivi.
La nave affondò due volte durante il suo rimessaggio invernale: una volta nel 1937 e ancora una volta nel 1967. Dopo ogni affondamento è stata sollevata ed ha subito una ristrutturazione significativa.
La nave è spesso localmente chiamata Mjøsas Hvite Svane, che si traduce in inglese  The White Swan of Mjøsa (Il cigno bianco di Mjøsa).
Il porto di casa della nave è Gjøvik, dove resta anche al riparo d'inverno in una struttura a vetri appositamente costruita.
Il 14 giugno 2005 la direzione norvegese per i beni culturali ha sottoposto lo Skibladner ad un ordine di conservazione. Questa è stata la prima volta in Norvegia che un veicolo operativo è stato elencato in tale lista.
Il piroscafo prende il nome Skíðblaðnir, la nave di Freyr nella mitologia norrena.